# Марко Зеро
Ма́рко Зе́ро (порт. Marco Zero) — памятник, расположенный в городе Макапа, столице штата Амапа в Бразилии.
Памятник построен около стадиона «Зеран» и показывает точное прохождение экватора в Макапе. Марко Зеро стал одной из важных достопримечательностей города.
Высота памятника 30 метров. В верхней его части расположено круглое отверстие, через которое два раза в год — в осеннее и весеннее равноденствие — стоя на экваторе можно увидеть солнце.